# أنتوني لوزانو
أنطوني لوزانو (بالإسبانية: Txeiritz Lozano) (25 أبريل 1993 هندوراس - ) هو لاعب كرة قدم هندوراسي، يلعب كمهاجم.

## مسيرته

### مع المنتخب
لعب مع منتخب هندوراس لكرة القدم في الفئات السنية، وهو يلعب مع الفريق الأول للمنتخب منذ 2011.

## وصلات خارجية
أنتوني لوزانو على موقع الاتحاد الدولي (مؤرشف)  (الإنجليزية)
- أنتوني لوزانو على موقع قاعدة بيانات كرة القدم.إي يو (الإنجليزية)
- أنتوني لوزانو على موقع ناشيونال فوتبول تيمز (الإنجليزية)
- أنتوني لوزانو على موقع Soccerway.com (الإنجليزية)
- أنتوني لوزانو على موقع أوليمبيديا (الإنجليزية)
- أنتوني لوزانو على موقع AS.com (الإسبانية)